# Hermano Morais
Hermano da Costa Morais (Natal, 12 de fevereiro de 1962) é um bancário e político brasileiro filiado ao Partido Verde (PV). Em 2023, foi eleito presidente do América de Natal para o biênio de 2024-2025, sendo a sua terceira passagem a frente do clube. Em 2010, foi eleito deputado estadual, com 35.294 votos. Em 2012, Hermano foi candidato a prefeito de Natal pelo PMDB, apadrinhado pelo então senador Garibaldi Alves Filho. Conseguiu chegar ao segundo turno com 153.522 votos (41,69%), mas foi derrotado pelo ex-prefeito Carlos Eduardo Alves que obteve 214.687 votos (58,31%).
Em 2018, foi reeleito para a Assembleia Legislativa.